# Geranomyia fimbriacosta
Geranomyia fimbriacosta är en tvåvingeart som först beskrevs av Alexander 1961.  Geranomyia fimbriacosta ingår i släktet Geranomyia och familjen småharkrankar.
Artens utbredningsområde är Madagaskar. Inga underarter finns listade i Catalogue of Life.